# Up & Down (album de Horace Parlan)
Up & Down est un album du pianiste de jazz Horace Parlan, enregistré le 18 juin 1961 et paru la même année sur le label Blue Note Records.

## Pistes
Toutes les pistes sont de Horace Parlan sauf indication contraire
1. The Book’s Beat (Booker Ervin) - 9:50
2. Up and Down - 6:11
3. Fugee (George Tucker) - 7:04
4. The Other Part of Town (Grant Green) - 11:40
5. Lonely One (Babs Gonzales) - 4:06
6. Light Blue (Tommy Turrentine) - 6:03
7. Fugee [alternate take] (Tucker) - 7:01 Piste bonus sur le CD

## Musiciens
- Horace Parlan – piano
- Booker Ervin – saxophone ténor
- Grant Green – guitare
- George Tucker – basse
- Al Harewood – batterie